# Tenis (jezik)
Tenis jezik (ISO 639-3: tns), jezik istoimenog naroda šire skupine st. Matthias jezika koji se govori od kojih tridesetak ljudi (2000 Wurm) na otoku Tench u provinciji New Ireland, Papua Nova Gvineja. 
Pripadnici etničke grupe danas se sve više služe jezikom mussau-emira.

## Vanjske poveznice
- Ethnologue (14th)
- Ethnologue (15th)